# 행복은 성적순이 아니잖아요
"행복은 성적순이 아니잖아요"는 1989년 공개된 대한민국의 영화이다.

## 줄거리
고교 2년생인 봉구(김보성)와 천재(최수훈)는 성적이 최하위다. 봉구는 성적이 우수한 은주(이미연)를 좋아하고 천재도 양호 선생님(최수지)을 짝사랑한다. 창수는 가난한 생활에 어머니를 도와 청소 리어카를 끌지만 부유한 윤고는 항상 창수(김민종)를 비아냥거린다. 부모님 때문에 성적에 대한 집착이 강한 은주는 강박장애에 시달리고 봉구의 순수한 열정에 마음이 흔들리고 갑갑한 현실을 탈출해 둘은 야외에서 삶의 기쁨을 만끽한다. 다시 현실로 돌아온 은주는 7등을 하게 되고 부모님의 차가운 눈초리에 은주는 아파트 옥상에서 투신자살을 하고 만다. 텅빈 은주의 자리에 꽃 한송이가 놓이고 운동장에는 은주의 영구차가 있고 봉구도 비통한 눈물을 흘린다.

## 배역
- 이미연 : 이은주 역
- 김보성 : 김봉구 역
- 이덕화 : 박길호 역
- 김민종 : 손창수 역
- 최수지 : 강 선생 역
- 정혜선 : 은주모
- 전운 : 교장 역
- 최주봉 : 담임 역
- 양택조 : 수학교사 역
- 최수훈 : 안천재 역

## 수상
- 1990년 제26회 백상예술대상
  - 영화부문 남자신인연기상 - 김보성
  - 영화부문 여자신인연기상 - 이미연
  - 영화부문 시나리오상 - 김성홍

## 관객수
- 서울 155,321명

※ 출처- KOBIS 영화관 입장권 통합 전산망